# Mildred Shay
Mildred Shay (Long Island, Nova Iorque, 26 de setembro de 1911 — Califórnia, 15 de outubro de 2005) foi uma atriz estadunidense.